# All Mirrors
All Mirrors là album phòng thu thứ tư của nữ ca sĩ kiêm sáng tác nhạc người Mỹ Angel Olsen. Album được phát hành thông qua Jagjaguwar vào ngày 4 tháng 10 năm 2019. Album được sản xuất bởi chính Olsen và John Congleton. Các đĩa đơn mở đường cho album gồm ca khúc chủ đề và bài hát "Lark". Hai video âm nhạc đi kèm với hai đĩa đơn được đạo diễn bởi người bạn kiêm cộng tác viên lâu năm của Olsen, Ashley Connors. All Mirrors nhận được nhiều lời khen ngợi từ đông đảo các nhà phê bình âm nhạc và ra mắt ở vị trí thứ 52 trên bảng xếp hạng Billboard 200 của Hoa Kỳ.

## Tiếp nhận phê bình
| Đánh giá chuyên môn | Đánh giá chuyên môn |
| Điểm trung bình     | Điểm trung bình     |
| Nguồn               | Đánh giá            |
| ------------------- | ------------------- |
| AnyDecentMusic?     | 8,4/10              |
| Metacritic          | 89/100              |
| Nguồn đánh giá      |                     |
| Nguồn               | Đánh giá            |
| AllMusic            | [ 7 ]               |
| The A.V. Club       | B−                  |
| The Guardian        | [ 9 ]               |
| The Independent     | [ 10 ]              |
| Mojo                | [ 11 ]              |
| NME                 | [ 12 ]              |
| Pitchfork           | 8,9/10              |
| Q                   | [ 14 ]              |
| Rolling Stone       | [ 15 ]              |
| Uncut               | 8/10                |

All Mirrors nhận được nhiều lời tán dương từ các nhà phê bình âm nhạc. Trên Metacritic, một trang đưa ra số điểm chuẩn trên thang 100 dựa trên các bài đánh giá của các xuất bản phẩm phổ biến, album nhận được điểm trung bình là 89 dựa trên 27 bài đánh giá, tương ứng với nhận xét "được tán dương rộng rãi". Stephen Deusner của tạp chí Uncut khen ngợi album và viết rằng "Ngay cả đối với một nghệ sĩ luôn định hình lại [phong cách của] bản thân qua mỗi bản thu âm [như Olsen], All Mirrors [vẫn] là sự tái tạo mang tính táo bạo nhất của cô ấy từ trước đến nay." Victoria Segal của tạp chí Mojo đưa ra một đánh giá tích cực về album và nhận xét rằng "Đằng sau tấm lụa cho dù nhảy và lớp băng khô ráo, sau [những] làn khói và những tấm gương, là một bản thu âm với những cảm xúc hiện lên một cách vô cùng rõ nét[.] Những nội dung chính của nó [dần dần] trở nên sắc nét hơn qua từng giây [nhạc]." Rachel Aroesti của tạp chí Q bình luận rằng "Mới lạ và mang tính hoài niệm, dễ hiểu và kỳ quặc, All Mirrors cân bằng giữa sự quen thuộc và sự xa lạ một cách [hết sức] ấn tượng – [và] kết quả là một album làm [người nghe phải] kinh ngạc và đẹp đẽ đến nức lòng."
Trong bài đánh giá viết cho AllMusic, Marcy Donelson khen ngợi Olsen và khẳng định rằng "Mặc dù [Olsen] có thể đã tạo dựng tiếng tăm cho bản thân bằng những cảm xúc trần trụi và khắc nghiệt ở giai đoạn đầu của sự nghiệp, [nhưng] hóa ra, với những phần trình diễn đầy hứng thú và cực kỳ cách điệu [như thế này], cô ấy chỉ càng lúc càng bộc lộ sự dễ bị tổn thương vốn đã trở thành thương hiệu của mình[.] Đây là một sự mạo hiểm mà [cuối cùng đã] đem lại thành công lớn [cho album]."

### Danh sách cuối năm
| Xuất bản phẩm        | Tên danh sách                                                 | Vị trí | Ng.    |
| -------------------- | ------------------------------------------------------------- | ------ | ------ |
| AllMusic             | Những tác phẩm xuất sắc nhất năm 2019 theo AllMusic           | —      | [ 17 ] |
| The A. V. Club       | 20 album xuất sắc nhất năm 2019                               | 13     | [ 18 ] |
| Billboard            | 50 album xuất sắc nhất năm 2019: Sự lựa chọn của Ban Biên tập | 15     | [ 19 ] |
| Clash                | Những album của năm 2019 theo Clash                           | 25     | [ 20 ] |
| Consequence of Sound | Top 50 album của năm 2019                                     | 4      | [ 21 ] |
| Double J             | 50 album xuất sắc nhất năm 2019                               | 12     | [ 22 ] |
| Esquire              | Những album xuất sắc nhất năm 2019 (Tính đến nay)             | —      | [ 23 ] |
| Exclaim!             | 20 album pop và rock xuất sắc nhất năm 2019                   | 2      | [ 24 ] |
| Flood                | Những album xuất sắc nhất năm 2019                            | 4      | [ 25 ] |
| Gorilla vs. Bear     | Những album do Gorilla vs Bear lựa chọn của năm 2019          | 32     | [ 26 ] |
| The Guardian         | 50 album xuất sắc nhất năm 2019                               | 6      | [ 27 ] |
| Mojo                 | Top 75 album của năm 2019                                     | 40     | [ 28 ] |
| Metacritic           | Những danh sách top 10 của các nhà phê bình âm nhạc           | 8      | [ 29 ] |
| NME                  | 50 album xuất sắc nhất năm 2019                               | 24     | [ 30 ] |
| OOR                  | Top 20 album của năm                                          | 9      | [ 31 ] |
| Paste                | 50 album xuất sắc nhất năm 2019                               | 2      | [ 32 ] |
| Pitchfork            | 50 album xuất sắc nhất năm 2019                               | 4      | [ 33 ] |
| PopMatters           | 70 album xuất sắc nhất năm 2019                               | 8      | [ 34 ] |
| Rolling Stone        | 50 album xuất sắc nhất năm 2019                               | 14     | [ 35 ] |
| Slate                | Những album xuất sắc nhất năm 2019                            | —      | [ 36 ] |
| Stereogum            | 50 album xuất sắc nhất năm 2019                               | 2      | [ 37 ] |
| Thrillist            | Những album xuất sắc nhất năm 2019 (Tính đến nay)             | 11     | [ 38 ] |
| Uproxx               | Những album xuất sắc nhất năm 2019                            | 11     | [ 39 ] |
| Uncut                | Top 75 album của năm 2019                                     | 26     | [ 40 ] |
| Vice                 | 100 album xuất sắc nhất năm 2019                              | 24     | [ 41 ] |

## Danh sách bài hát
Tất cả lời bài hát được viết bởi Angel Olsen; tất cả nhạc phẩm được soạn bởi Olsen và Ben Babbitt trừ các ca khúc được ghi chú.
| STT              | Nhan đề                                 | Thời lượng |
| ---------------- | --------------------------------------- | ---------- |
| 1.               | "Lark"                                  | 6:19       |
| 2.               | "All Mirrors"                           | 4:42       |
| 3.               | "Too Easy"                              | 2:58       |
| 4.               | "New Love Cassette"                     | 3:27       |
| 5.               | "Spring"                                | 3:23       |
| 6.               | "What It Is" (nhạc và lời: Angel Olsen) | 3:17       |
| 7.               | "Impasse"                               | 4:24       |
| 8.               | "Tonight" (nhạc và lời: Angel Olsen)    | 4:39       |
| 9.               | "Summer" (nhạc và lời: Angel Olsen)     | 4:05       |
| 10.              | "Endgame"                               | 5:20       |
| 11.              | "Chance"                                | 6:00       |
| Tổng thời lượng: | Tổng thời lượng:                        | 48:33      |

## Những người thực hiện
| Âm nhạc - Angel Olsen – hát, ghi-ta (bài 1, 6, 8, 9), synthesizer (bài 2, 3), piano (bài 5, 10); cải biên cho đàn dây (bài 2) - Joshua Jaeger – trống, nhạc cụ bộ gõ (bài 10) - Ben Babbitt – bass điện tử (bài 1–11), guitar điện (bài 1, 2), synthesizer tạo ra tiếng ò e (bài 1), Mellotron tạo ra tiếng ò e (bài 1), synthesizer (bài 2–4, 7, 9, 11), synthesizer bass (bài 2–5, 7), ghi-ta baritone (bài 2, 7), ghi-ta điện E-bow (bài 3, 5), piano (bài 4, 6, 8, 11), Mellotron (bài 5, 11), ghi-ta acoustic 12 dây (bài 5), vibraphone (bài 7), contrebasse (bài 7, 10), fuzz bass (bài 7), bổ sung các cách bố trí dây trên vĩ cầm và cello (bài 7); cải biên cho đàn dây (bài 2, 4, 7, 8, 10, 11) - Jherek Bischoff – chỉ đạo nhóm biểu diễn đàn dây (bài 1, 2, 4, 6–8, 10, 11); cải biên cho đàn dây (bài 1, 2, 4) - Paris Hurley – nhóm violin I (bài 1, 2, 4, 6–8, 10, 11) - Laurann Angel – nhóm violin I (bài 1, 2, 4, 6–8, 10, 11) - Crystal Brooke Alforque – nhóm violin I (bài 1, 2, 4, 6–8, 10, 11) - Emily Call – nhóm violin II (bài 1, 2, 4, 6–8, 10, 11) - Rachel Iba – nhóm violin II (bài 1, 2, 4, 6–8, 10, 11) - Michelle Luna – nhóm violin II (bài 1, 2, 4, 6–8, 10, 11) - Madeline Falcone – viola (bài 1, 2, 4, 6–8, 10, 11) - Lauren Elizabeth Baba – viola (bài 1, 2, 4, 6–8, 10, 11) - Marta Sofia Honer – viola (bài 1, 2, 4, 6–8, 10, 11) - Aniela Marie Perry – cello (bài 1, 2, 4, 6–8, 10, 11) - April Guthrie – cello (bài 1, 2, 4, 6–8, 10, 11) - Nathaniel Walcott – kèn trumpet (bài 8, 10), kèn flugelhorn (bài 8, 10); cải biên cho nhạc cụ bằng đồng (bài 8, 10) - Vikram Devasthali – kèn trombone (bài 8, 10) | Kỹ thuật - John Congleton – sản xuất, phối khí - Angel Olsen – sản xuất - Sean Cook – trợ lý kỹ sư - Greg Calbi – master - Ben Babbitt – chuẩn bị cho quá trình sản xuất Ảnh bìa - Cameron McCool – nhiếp ảnh - Angel Olsen – tạo mẫu - Jack Pitney – tạo mẫu - Elyse Lightner – tạo mẫu - Miles Johnson – chỉ đạo nghệ thuật |

## Xếp hạng

### Xếp hạng tuần
| Bảng xếp hạng (2019)                | Vị trí cao nhất |
| ----------------------------------- | --------------- |
| Album Úc (ARIA)                     | 27              |
| Album Bỉ (Ultratop Vlaanderen)      | 46              |
| Album Bỉ (Ultratop Wallonie)        | 155             |
| Pháp (SNEP)                         | 199             |
| Album Đức (Offizielle Top 100)      | 74              |
| Album Ireland (IRMA)                | 49              |
| New Zealand Albums (RMNZ)           | 28              |
| Album Bồ Đào Nha (AFP)              | 13              |
| Album Scotland (OCC)                | 11              |
| Tây Ban Nha (PROMUSICAE)            | 69              |
| Album Thụy Sĩ (Schweizer Hitparade) | 62              |
| Album Anh Quốc (OCC)                | 28              |
| Album Hoa Kỳ Billboard 200          | 52              |